# Droude
La Droude est une rivière française qui coule dans le département du Gard, dans la région Occitanie. C'est un affluent de rive gauche du Gardon dans lequel elle se jette à Brignon, dans le bassin du fleuve le Rhône.

## Géographie
Elle naît près de Saint-Just-et-Vacquières, coule d'abord vers l'ouest puis vers le sud, passant à Méjannes-lès-Alès, près de Martignargues et Cruviers-Lascours. Son cours est long d'environ 22,6 kilomètres.

### Étymologie
Selon X. Delamarre (Dictionnaire de la langue gauloise), le nom de la Droude viendrait de l'adjectif gaulois druna, « vigoureuse, rapide » (cf. sanskrit drutah, rapide) que l'on retrouve dans les Dronne, Droune, Dropt, etc. Mais on peut plus simplement le rattacher à l'adjectif gaulois druta, « vive, exubérante ».

## Hydrologie
Capricieuse, elle a causé de nombreuses inondations, notamment aux environs de son confluent, lors des fameux épisodes cévenols.